# Predátor: Betonová džungle
Predátor: betonová džungle (anglicky Predator: Concrete Jungle) je čtyřdílná komiksová série, která byla poprvé vydána v nakladatelství Dark Horse comics v červnu 1989 a březnu 1990. Byl to vůbec první komiks v nyní již rozsáhlé komiksové řadě Predátor.
Jako pokračování k filmu Predátor z roku 1987 byla série původně zamýšlena tak, aby představovala postavu Alana „Dutche“ Schaefera, nyní sloužícího jako policistu, který by v New Yorku bojoval s Predátorem. Hlavní postava komiksu byla nakonec změněna na Detectiva Johna Schaefera, bratra Dutche z prvního filmu. Na komiks navazují dvě přímá pokračování – Predátor: Studená válka (1991) a Predátor: Temná řeka (1996).
Na motivu komiksu napsal v roce 1995 americký spisovatel Nathan Archer stejnojmennou knihu. V roce 2005 také vznikla stejnojmenná akční adventura typu TPS pro PlayStation 2 a Xbox.

## Informace
- Napsal: Mark Verheiden
- Kresba tužkou: Chris Warner, Ron Randal
- Kresba tuší: Sam de la Rosa, Randy Emberlin, Chris Warner, Ron Randall
- Barvy: Chris Chalenor
- Text: J. David Jackson, Jim Massara
- Obal: Chris Warner
- Editoval: Randy Stradley
- Vydavatel: Dark Horse Comics
- Datum vydání: Červen 1989 a Březen 1990

## Děj
Rok 1992, v New Yorku padají teplotní rekordy a dva detektivové: tvrdý, odvážný a chytrý John Schaefer (starší bratr Dutche) a starší, obézní a zkušený Rasche (křestní jméno není známo) pátrají po městě po různých kriminálních činech (nedávno zatkli muže, co zabil svou ženu, když slyšel znělku seriálu Krok za krokem). Při večeři v autě je jim však divné, že jsou i přes světelný smog vidět hvězdy. Mezitím se v jiné části města schází dva drogové klany a debatují o případné spolupráci, když na ně zničehonic někdo začne útočit. Gangsteři si myslí, že to jsou Kolumbijci a začnou střílet tak divoce, že se část domu zříti. Jeden z nich si všimne podivné postavy, jak se k nim snaží dostat, tak znova začíná ostrá palba. 
Schaefer a Rasche přijíždějí na místo střelby, ale policisté je nechtějí pustit dovnitř, když najednou vypadne z budovy tělo a přistane na policejním autě. Schaefer a Rasche se nakonec do domu dostanou, ale nacházejí již jen mrtvá těla stažená z kůže. Jatka přežil jen jeden zločinec, Carr, který když uvidí Schaefera, vyskočí z okna a uteče. Vtom do budovy vtrhne policejní jednotka vedená McCombem (nadřízeným Schaefera), který se na Schaefera velice rozzuří a okamžitě ho z místa činu vyhodí.
Mezitím v metru cestují dva zaměstnanci televize a když jeden z nich vytáhne zbraň, je najednou zabit, což způsobí, že ostatní cestující začnou vytahovat zbraně. Schaefer a Rasche přicházejí do masakru v metru a jsou šokováni počtem mrtvol, ale i zbraní. Schaefer s chutí pronese svou hlášku, kterou rád říká jen v nejnevhodnějších situacích a sice „a co je na tom špatnýho“. Schaefer v noci vniká do prázdného bytu, kde se stal masakr gangsterů (předtím se ale setká s generálem Phillipsem, který mu nařídí, aby do toho nestrkal nos), ale je napaden stvořením v železné masce (predátorem). Predátor vytáhne zvláštní zařízení a vrazí ho Schaeferovi do krku. Schaefer strhne predátorovi jeho masku ale ten do něj kopne a shodí ho z domu.
Schaefer padá z domu a dopadne na hromadu odpadků. Rasche mu zavolá sanitku, nechá si však u sebe predátorovu helmu. Když leží Schaefer na pokoji, tak doktor Raschovi ukazuje, že má na krku přišpendlenou zvláštní věc. Rasche je u sebe doma když najednou zazvoní zvonek a za dveřmi není nikdo jiný, než Schaefer, který utekl z nemocnice. Schaefer chce vědět, proč ho kontaktoval právě generál Phillips, což se ovšem vůbec nelíbí McCombovi a když se snaží kontaktovat seržanta Schaefer mu rozbije telefon a přinutí ho říct mu, že Phillips pracuje velice utajeně a nikdo neví, kde je, ani jaké má úmysly. 
Schaefer cestuje do jižní Ameriky, aby zjistil, co se stalo s jeho bratrem a zjistil, co s nim mají společného události v New Yorku. Tuší, že se blíží něco moc zlého. V jedné kolumbijské hospodě si najímá průvodce, aby ho provedl džunglí. Čtvrtý den na cestě narazí na opuštěný partyzánský tábor (který vystřílely Dutch a jeho tým), a pátý den narazí na obrovský kráter, který vznikl po detonaci predátorovy sebedestrukce. Když Schaefer vidí kráter, tak je zděšen. Té noci seděl Schaefer u ohně a vzpomínal, jak se s bratrem učil lovit a jak poznal druh lovu (nutnost nebo zábava). Náhle však pocítil bolest v krku (jednalo se o sledovací zařízení) a predátor začal útočit. Schaefer začal bláznivě střílet do všech stran, když v tom ho něco srazilo a před ním stál (už viditelný) predátor. Schaefer si všimne krve na jeho rameni a bodne ho do břicha dýkou. Predátor zařve, pustí Schaefera a ten utíká, až se ocitne na vysokém srázu. Je však náhle chycen predátorem. Predátor se snaží Schaefera zabít, ale Schaefer použije slánku a následně i klacek a shodí predátora ze srázu. Ten se napíchne na ostrou větev a je zdánlivě mrtvý. 
Když se Schaefer vrátí do tábora, je průvodce zděšen že je Schaefer ještě naživu a kontaktuje kohosi vysílačkou. Ukáže se že průvodce je agentem generála Phillipse, který je výsledkem situace velmi znepokojen. „Průvodce“ chce Schaefera zatknout a odvést ke generálovi, když najednou nastane střelba a „průvodce“ je zabit. Schaefer se snaží opětovat palbu, ale je překvapen a zajat Kolumbijci. Mezitím v New Yorku Rasche sedí v kanceláři u okna a snaží se koukat na serial Dallas, ale televize má poruchu (poslední dobou v New Yorku není pořádný signál) a tak se kouká z okna. Z nějakého důvodu ho napadne nasadit si predátorovu helmu na hlavu a ke své hrůze zjišťuje, že nebe nad New Yorkem je poseté desítkami, ne-li stovkami predátorských lodí.
Rasche se snaží přesvědčit McComba, že New Yorku hrozí mimozemská invaze, ale ten ho vůbec neposlouchá a obviňuje Rascha ze zadržování důkazu. Rasche se proto rozhodne o situaci informovat McCombovi nadřízené, ale je zatčen federálními agenty. 
Mezitím se v Kolumbii Schaefer probírá a ocitá se tváří v tvář drogovému bossovi Escheverovi. Ten mu kdysi v New Yorku nabízel milion dolarů, když ho nechá jít, ale Schaefer ho místo toho shodil ze střechy. Eschever však přežil (měl zlomenou jen jednu nohu) a teď se hodlá Schaeferovi pomstít tím, že ho nechá mučit kotoučovou pilou. Schaefer však uteče, ovšem v táboře se rozezní poplach a gangsteři začnou po Schaeferovi střílet. Ty spontánně začne likvidovat někdo jiný a Schaefer může díky tomu z tábora utéct. Ukáže se, že to byla celá predátoří smečka, co sledovala Schaefera až do jižní Ameriky. Schaefer utíká džunglí, ale je znovu zajat, tentokrát samotným generálem Phillipsem, který ho odváží zpět do New Yorku. 
V New Yorku se zatím Rasche snaží agenty přelstít a utéct, což se mu po delší době podaří a spěchá k budově Pan Amu, protože ví, že generál Phillips chce vydat Schaefera predátorům. Rasche také začíná shromažďovat zbraně a doufá, že jich bude dost. Schaefer mezitím letí s generálem Phillipsem ve vrtulníku k budově Pan Amu, ale když se Schaefer dozví, že ho chtějí vydat predátorům, tak vrtulník unese a dokáže si poradit i s vojáky na střeše budovy Pan Amu. 
Schaefer potřebuje pomoc, protože ví, že po něm jdou nejenom predátoři, ale také federální agenti, policie a možná i armáda a tak si musí najmout zločince. Najde Carra a řekne mu o své situaci, ale ten mu nevěří a snaží se ho zabít, ale pak na něj zaútočí predátor a Schaefer si uvědomí, že voda způsobuje zviditelnění predátora. Predátor se snaží Schaefera a Carra zabít, ale Rasche je oba zachrání. Predátoři se ale už naštvaly a začaly útočit na město, a tak Carr souhlasí a nabírá dobrovolníky z kriminálních řad. Schaeferovi se pomocí bazuky podaří zničit predátorskou loď. McComb se snaží Schaefera zatknout, ale to už predátorské lodě začínají pálit do lidí a jedna střela zničí McCombovo auto a McComb sám je zabit jedním z predátorů. Rasche je predátorem postřelen a generál Phillips posílá do New Yorku bojové helikoptéry. Boj se stále vyostřuje a jeden predátor se snaží Schaefera zabít, ale vtom vypukla bouře a začalo pršet. Predátoři se začali smát a to znamenalo, že lov se změnil na férový boj. Lovecká sezona končí a predátoři odlétají. Generál Phillips obviňuje Schaefera ze zničen Manhattanu a že New York už nikdy nebude jako dřív. A Schaefer na to řekne: „a co je na tom špatnýho“.